# Koninklijke Nederlandse Cricket Bond
La Koninklijke Nederlandse Cricket Bond (indicato spesso anche con l'acronimo KNCB) è la federazione nazionale del gioco del cricket nei Paesi Bassi.

## Storia
Il cricket è stato introdotto nei Paesi Bassi dai soldati britannici durante le guerre napoleoniche. La federazione è nata nel 1883 ed è stata una delle prime ad affiliarsi all'International Cricket Council nel 1966

## Competizioni
Oltre ad organizzare il calendario della nazionale, il KNCB organizza anche le seguenti competizione domestiche:
- Topklasse Cricket
- Hoofdklasse Cricket
- Nachenius Tjeenk Twenty20 Cup